# Lucius Genucius Aventinensis (Konsul 303 v. Chr.)
Lucius Genucius Aventinensis bekleidete im Jahr 303 v. Chr. zusammen mit seinem Amtskollegen Servius Cornelius Lentulus das Konsulat.
Vermutlich waren Lucius Genucius Clepsina (Konsul im Jahr 271 v. Chr.) und Gaius Genucius Clepsina (Konsul im Jahr 270 v. Chr.), die beide an den Operationen gegen die Legio Campana beteiligt waren, seine Söhne.
Lucius Genucius Aventinensis gehörte einer alten, im 4. und 3. Jahrhundert v. Chr. bedeutenden plebejischen Gens an, die wahrscheinlich um 200 v. Chr. ausgestorben ist.
Neben einem Eintrag in den Konsularfasten, der sein Konsulat bezeugt, finden sich über die Person des Lucius Genucius Aventinensis  Erwähnungen bei Titus Livius und bei Diodor.